# تشارلز إي. بيرد
تشارلز إي. بيرد (بالإنجليزية: Charles E. Beard)‏ هو أمين مكتبة أمريكي، ولد في 17 نوفمبر 1920، وتوفي في 24 أبريل 2006.